# Dryanassa erebactis
Dryanassa erebactis är en fjärilsart som beskrevs av Edward Meyrick 1936. Dryanassa erebactis ingår i släktet Dryanassa och familjen Copromorphidae. Inga underarter finns listade i Catalogue of Life.